# Glacier Fedtchenko
Le glacier Fedtchenko (en russe : Федченко) est un très grand glacier situé au Tadjikistan, dans les montagnes du Pamir, au centre-nord de la province du Haut-Badakhchan.

## Géographie
Le glacier suit globalement la direction du nord, dans une vallée située à l'est du pic Garmo (6 595 m). Il naît à une altitude de 6 200 m sur la face Nord-Ouest du pic de l'Indépendance, et fond dans la rivière Balandkiik, près de la frontière kirghize, à 2 909 m d'altitude. Ses eaux coulent ultérieurement dans le Muksu, puis le Vakhch, et enfin rejoignent l'Amou-Daria et la mer d'Aral.
À l'ouest est situé le chaînon de l'Académie des Sciences, avec le pic Garmo (6 595 m), le pic Ismail Samani (7 495 m) et le pic Korjenevskoï (7 105 m), ainsi que les sources du Vanch et du Yazgulem. Au sud se trouvent le pic de l'Indépendance (anciennement pic de la Révolution - 6 974 m) et à l'est le pic Gorbounov (6 025 m). Au nord, il est dominé par le Darout-Korgan ou Altyn Mazar.
Le glacier est long de 77 km et couvre une surface de 700 km2. C'est le plus long glacier du monde en dehors des régions polaires. L'épaisseur maximale du Fedtchenko est de 1 000 m, et son volume ainsi que celui de ses dizaines de tributaires est estimé à 144 km3, soit 1,6 fois le volume du Léman.
Dans sa partie inférieure, le glacier se comporte comme un barrage naturel, bloquant les eaux de ruissellement à l'origine de plusieurs petits lacs.

## Histoire
Le glacier fut découvert en 1878, mais ne fut pleinement exploré qu'en 1928 par une expédition germano-soviétique dirigée par Willi Rickmer Rickmers. Son nom de Fedtchenko lui fut donné en l'honneur d'Alexeï Pavlovitch Fedtchenko, un explorateur russe qui n'a rien à voir avec sa découverte.